# Guarigione dell'orecchio del servo del sommo sacerdote
La guarigione dell'orecchio del servo del sommo sacerdote è uno dei miracoli attribuiti a Gesù.

## Eventi narrati nei testi canonici
Secondo il racconto dei vangeli canonici, in occasione dell’arresto di Gesù uno dei suoi discepoli afferrò una spada e ferì uno dei servi del sommo sacerdote, tagliandogli un orecchio. Gesù interruppe l'impeto dell'apostolo e, secondo il Vangelo di Luca, guarì l’orecchio del servo con un semplice tocco di mano. Il Vangelo secondo Matteo e il Vangelo secondo Marco non fanno cenno alla guarigione dell’orecchio e neanche il Vangelo secondo Giovanni. I vangeli sinottici omettono sia il nome dell'aggressore che dell'aggredito, mentre Giovanni identifica il discepolo con Pietro e riporta che il servo del sommo sacerdote si chiamava Malco.